# Fédération russe de tennis
 (avril 2022).
La Fédération russe de tennis (russe : Федерация тенниса России) est l'organisme national de régie du tennis en Russie.
Il est le successeur du Toute la Russie-Association de tennis (1989-2001) et le Fédération de tennis de l'URSS (1959-1993). Après la dissolution de Toute la Russie-Association de tennis en 2001, il a été organisé et enregistré comme organe suprême du sport de tennis en Russie en 2002